# Mahandiana-Sokourani
Mahandiana-Sokourani è una città e sottoprefettura della Costa d'Avorio appartenente al  dipartimento di Kaniasso. Conta una popolazione di 26 026 abitanti (censimento 2014).